# 桐梓林站 (重庆市)
桐梓林站位于中华人民共和国重庆市渝北区石船镇，是重庆轨道交通4号线车站，车站编号4/22。

## 结构
桐梓林站为高架側式车站。

## 接驳公交
- 直投站
  - 982路（马家垭口—普福大道中段）